# Tour della nazionale maschile di rugby a 15 dell'Argentina 2005
Tra il 2004 e il 2007 l'Argentina effettuò una serie di minitour in preparazione alla Coppa del Mondo di rugby 2007 in Francia, competizione nella quale si classificò terza assoluta, miglior risultato di sempre dei Pumas nella competizione.
Nel periodo di Giugno 2005, I "Pumas" non si erano recati in tour, ospitando due match con L'Italia.
A novembre, dopo un primo test casalingo perso con il Sudafrica, i "Pumas" si presentano in Europa per due test.
Contro la Scozia, i Pumas vincono soffrendo relativamente contro una squadra in ricostruzione, ma vincendo anche per l'indisciplina di alcuni giocatori.
Contro l'Italia, guidata dall'oriundo argentino Ramiro Pez, si assiste ad un incontro molto equilibrato, salvo che per 10 minuti di pazzia degli azzurri che cedono due mete all'inizio del secondo tempo.
| Edimburgo 12 novembre 2005 | Scozia | 19 – 23 | Argentina | Murrayfield |

| Genova 19 novembre 2005 | Italia | 22 – 39 | Argentina | Luigi Ferraris |